# Myotis scotti
Myotis scotti is een zoogdier uit de familie van de gladneuzen (Vespertilionidae). De wetenschappelijke naam van de soort werd voor het eerst geldig gepubliceerd door Thomas in 1927.

## Voorkomen
De soort komt voor in Ethiopië.